# Bactrocera indonesiae
Bactrocera indonesiae
 es una especie de díptero que Drew y Albany Hancock describieron por primera vez en 1994. Bactrocera indonesiae pertenece al género Bactrocera de la familia Tephritidae. 